# Bataille de Rokoro
Guerre du Darfour
Batailles
- Mellit
- El Fasher
- Troji
- Rokoro

La bataille de Rokoro se déroule pendant la guerre du Darfour. 

## Déroulement
Le matin du 13 mars 2015, le camp militaire de Rokoro, à Jabel Marra, est attaqué par les rebelles de Armée de libération du Soudan, de la faction de Abdul Wahid Al-Nour. Le lendemain, Mustafa Tambour, porte-parole des rebelles, affirme que le camp de Rokoro a été pris et que 58 militaires ont été tués, dont le capitaine qui les commandaient. Il déclare également que quatre véhicules ont été détruits et trois autres capturés. 